# Khartoum Sports City
Khartoum Sports City – to wielofunkcyjny stadion znajdujący się w stolicy Sudanu, Chartum. To największy stadion w kraju, który posiada 65 000 miejsc siedzących.